# Jegor Bulytjov i drugije
Jegor Bulytjov i drugije (russisk: Егор Булычов и другие) er en sovjetisk spillefilm fra 1971 af Sergej Solovjov.

## Medvirkende
- Mikhail Uljanov som Jegor Bulytjov
- Maja Bulgakova som Ksenija
- Jekaterina Vasiljeva som Aleksandra
- Zinaida Slavina som Varvara
- Anatolij Romasjin som Zvontsov